# Ігор Пайшан
Ігор Гільєрме Барбоза да Пайшан (порт. Igor Guilherme Barbosa da Paixão ; народився 28 червня 2000, Макапа) — бразильський футболіст, нападник клубу «Фейєнорд».

## Клубна кар'єра
Вихованець футбольної академії клубу «Корітіба», в основному складі якого дебютував 27 січня 2019 року в матчі Ліги Паранаенсе проти «Толеда». У 2020 році виступав за «Лондріна» на правах оренди, після чого повернувся в «Коритібу». 10 квітня 2022 року дебютував у бразильській Серії A у матчі проти «Гояса».

## Досягнення
«Феєнорд»
- Чемпіон Нідерландів: 2022–23[4]
- Володар Кубка Нідерландів: 2023–24[5]
- Володар Суперкубка Нідерландів: 2024[6]

Особисті
- Гравець місяця Ередивізі: березень 2025[7]
- Команда місяця Ередивізі (3): січень 2025[8], березень 2025[9], квітень 2025[10]